# Pfarrkirche Langenwang

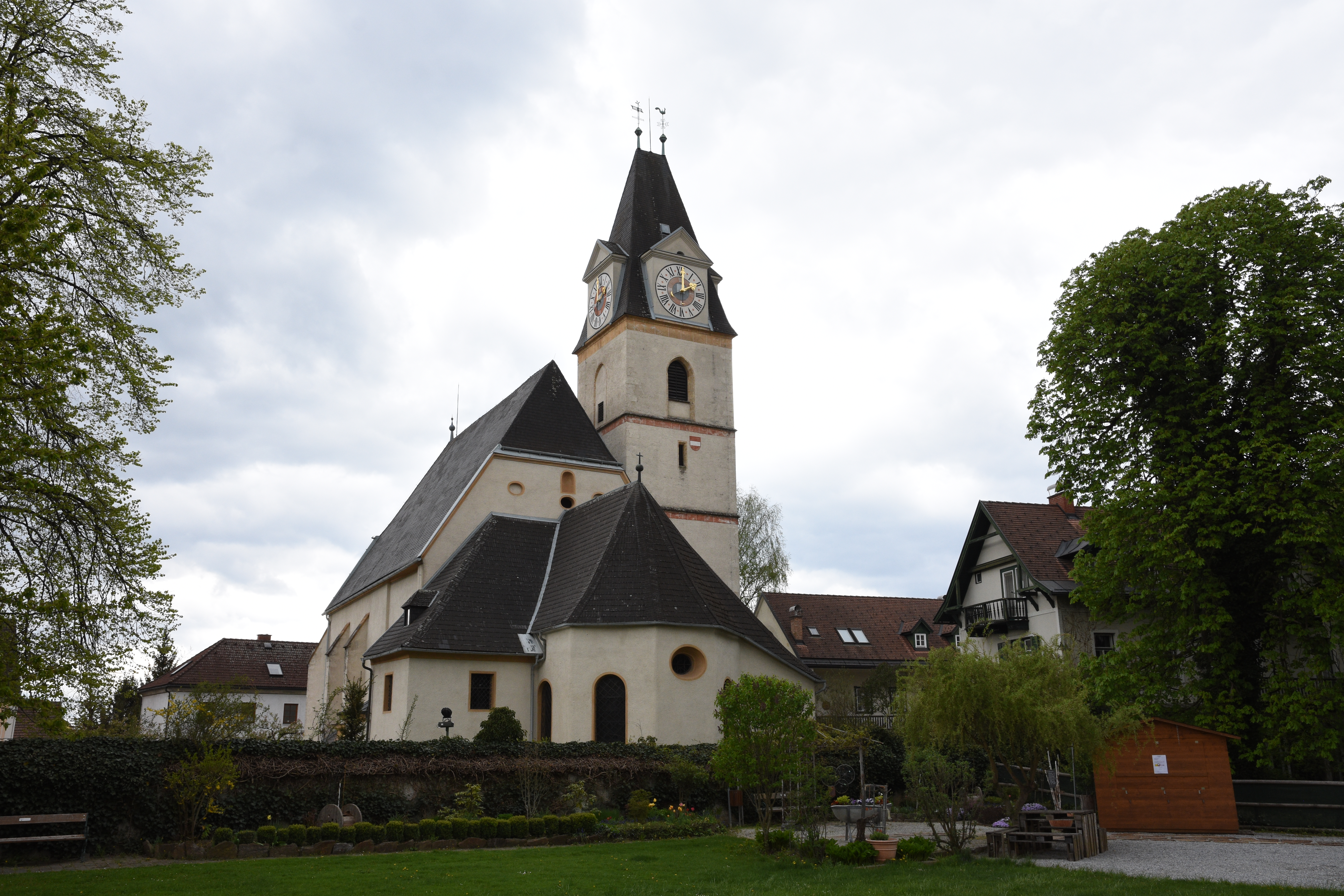
Katholische Pfarrkirche hl. Andreas in Langenwang

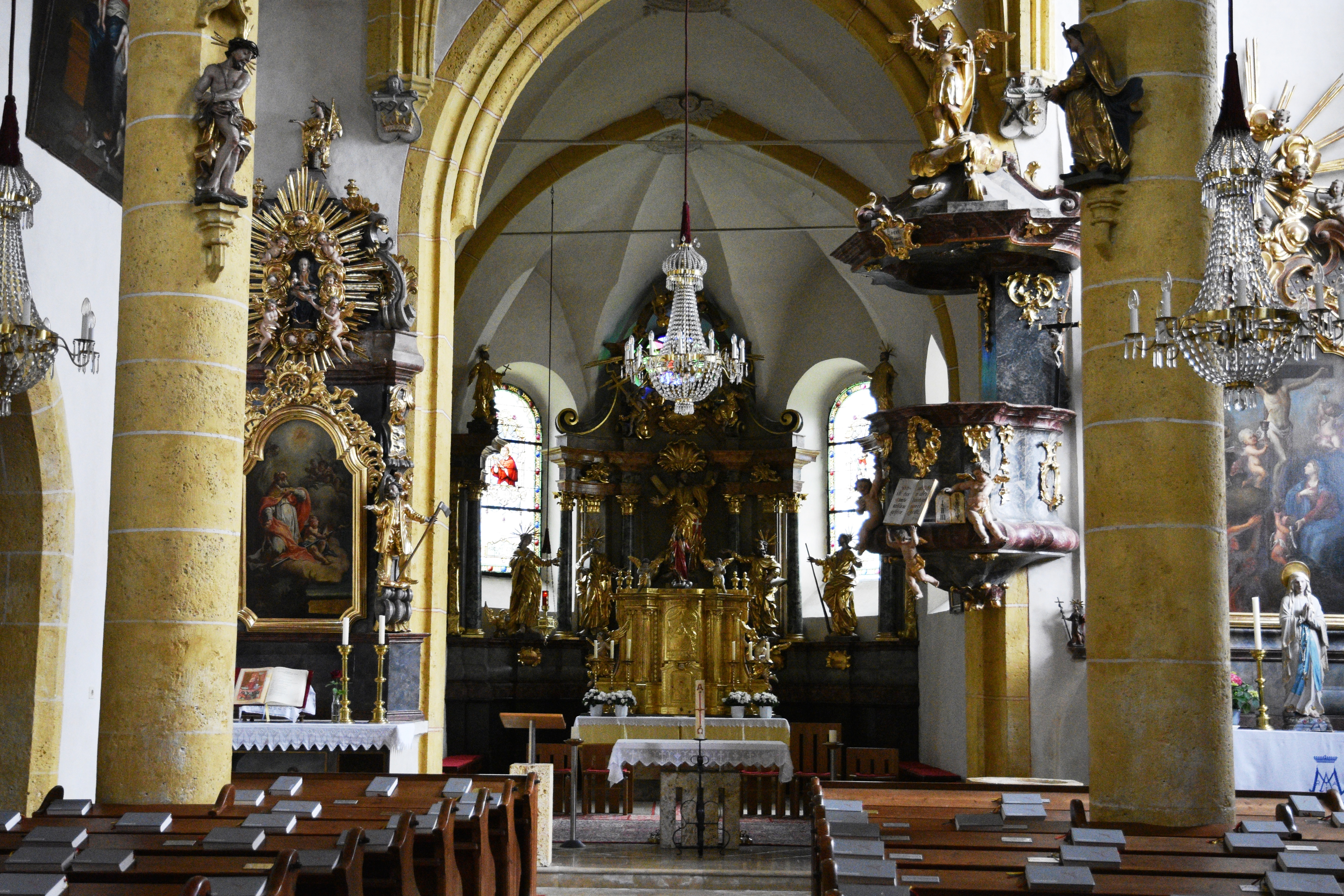
Langhaus, Blick zum Chor

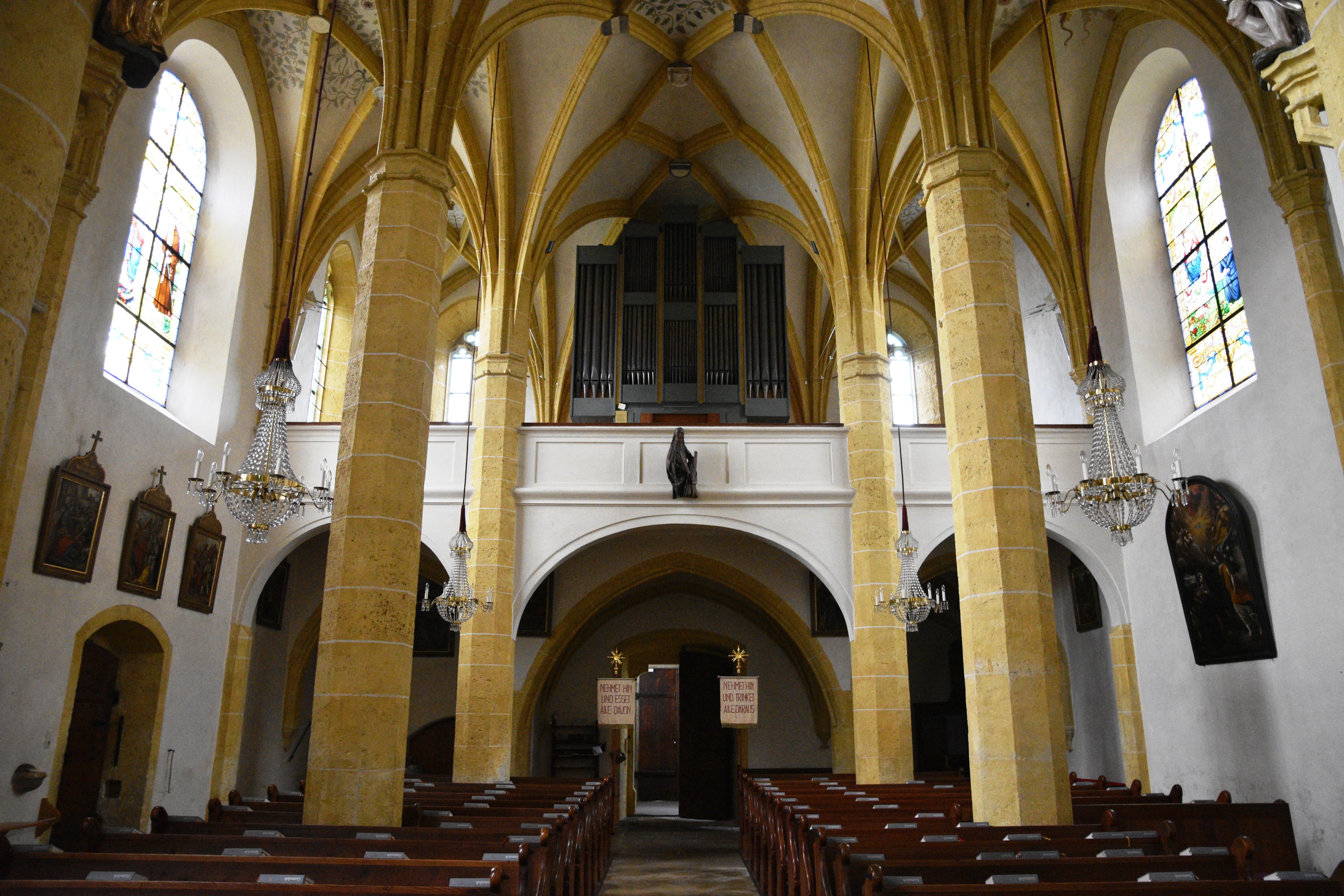
Langhaus, Blick zur Empore

Die römisch-katholische Pfarrkirche Langenwang steht in der Marktgemeinde Langenwang im Bezirk Bruck-Mürzzuschlag in der Steiermark. Die dem Patrozinium des Heiligen Andreas unterstellte Pfarrkirche gehört zur Region Obersteiermark Ost (Dekanat Mürztal) in der Diözese Graz-Seckau. Die Kirche steht unter Denkmalschutz (Listeneintrag).

## Geschichte
Der erste Kirchenbau entstand vor 1232. Die Pfarre wurde 1351 urkundlich genannt.
Die gotische Hallenkirche entstand in zwei Perioden. Die Kirche wurde 1971/1972 innen restauriert.

## Architektur
Der Kirchenbau hat am Langhaus abgetreppte Strebepfeiler, an den Ecken der Westfront übereck gestellt, der nordwestliche Strebepfeiler zeigt die Jahreszahl 1493. Die Westfront mit einem runden Mittelfenster und seitlichen Spitzbogenfenster mit Maßwerk, es gibt ein weiteres Spitzbogenfenster im Westjoch des Langhauses an der Südseite. Das spitzbogige Westportal ist verstäbt mit gedrehten Basen, das Tympanonfresko Toter Krieger schuf Fritz Silberbauer 1924. Der Portalvorbau dient als Kriegergedächtnisstätte. Das spitzbogige Südportal ist verstäbt und hat eine beschlagene Tür aus dem 17. Jahrhundert. Der gotische Turm ist in das östliche Joch des nördlichen Seitenschiffes eingestellt, der fünfgeschoßige Turm hat Traufgesimse und trägt ein Keildach mit einem Dachgiebel um 1800. Nördlich des Chores steht ein teils gotischer und nach Osten barock erweiterter Sakristeianbau, die Sakristei hat ein gotisches Portal mit einer Eisentür mit gotischen Beschlägen. Südlich des Chores steht ein barocker Sakristeianbau. Im südlichen Chorwinkel steht eine runde Gruftkapelle Wachtler aus dem Ende des 19. Jahrhunderts.
Das breite Langhaus als dreischiffige vierjochige Halle überragt den Chor stark, die beiden östlichen Pfeiler sind rund mit je einer Konsole und ein Baldachin darüber, die übrigen Pfeiler sind achteckig. Das Mittelschiff hat ein Netzrippengewölbe mit Zweiparallelrippen, die Seitenschiffe haben Rippengewölbe mit verzogenen vierstrahligen Sternrippen mit einer Mittelraute, im Mittelschiff gibt es schildförmige Schlusssteine und einige runde Schlusssteine im südlichen Seitenschiff. Seitlich an den Langhauswänden befinden sich Konsolen mit kleinen einfachen Köpfen.
Der eingezogene spitzbogige Fronbogen ist profiliert. An der Gewölbekonsole nördlich des Fronbogens befindet sich ein Wappenschild mit Schildhalter von 1496, südlich des Fronbogens ein Andreaskreuz.
Der um eine Stufe erhöhte niedrige einjochige Chor mit einem Fünfachtelschluss entstand im 14. Jahrhundert, die Rippen wurden bei einer Restaurierung 1666 entfernt, kleine Stuckfelder angebracht und die Fenster barockisiert. Die Glasmalerei ist aus 1910.
Die Turmhalle ist kreuzrippengewölbt mit einem runden Schlussstein. Die zweijochige Westempore über alle drei Schiffe ist sternrippenunterwölbt. Es gibt eine vorgezogene (?!) barocke Empore.
Die spätgotische Rankenmalerei in den Gewölben entstanden 1501.

## Einrichtung
Den Hochaltar von 1747 baute der Tischler Philipp Primsch, die Statuen wurden dem Bildhauer Valentin Löger zugeschrieben. Den freistehenden Tabernakel schuf Johann Tendler 1832.
Die Seitenaltäre im Stil des Rokoko entstanden im dritten Viertel des 18. Jahrhunderts, die Antependien der Seitenaltäre im ersten Drittel des 19. Jahrhunderts. Es gibt einen spätgotischen Flügelaltar von 1509 aus der ehemaligen Burgkapelle der Burgruine Hohenwang, die Bekrönung und zwei Seitenfiguren wurden 1860 hinzugefügt. Die Kanzel schuf Martin Pertholtt 1772. Auf der Emporenbrüstung steht ein Fragment einer spätgotischen Statue hl. Andreas aus dem Ende des 15. Jahrhunderts. Der achtseitige gotische Taufstein trägt einen barocken Aufsatz.
Die Orgel aus 1999 mit 22 Registern wurde von Walter Vonbank gebaut. Eine Glocke nennt 1715.

## Grabdenkmäler
Innen
- Rotmarmor, mit Kniefiguren vor einem Kruzifix und zuoberst ein Wappen zu Ulrich von Schärffenberg, gestorben 1570.
- Großes Wandgrabmal mit Kniefiguren des Gerüsteten und seiner Frau vor einem Kruzifix und zu Seiten Fides und Spes zu Sigmund Ludwig von Schärffenberg gestorben 1594 mit seiner Frau Eva, geborene Zolner, gestorben 1594.
- Ein Stein mit rotem und weißem Marmor mit lebensgroßer Liegefigur eines Gerüsteten, daneben Helm, darüber zwei Wappen mit je zwei Wappenhaltern, aus dem vierten Viertel des 16. Jahrhunderts, wohl auch Schärffenberg.